# Малые Зимовищи (Мозырский район)
Малые Зимовищи (бел. Малыя Зімовішчы) — деревня в Слободском сельсовете Мозырского района Гомельской области Республики Беларусь.

## География

### Расположение
В 15 км от Мозыря, 11 км от железнодорожной станции Козенки (на линии Калинковичи — Овруч), в 148 км от Гомеля.

## Транспортная сеть
Транспортные связи по просёлочной и далее по автодороге Мозырь — Лельчицы. Планировка состоит из дугообразной, длинной и почти параллельной к ней короткой улиц, ориентированных с юго-запада на северо-восток и застроенных двусторонне деревянными крестьянскими усадьбами.

## История
По письменным источникам известна с начала XVIII века, когда деревня Зимовищи разделилась на две — Большие Зимовищи и Малые Зимовищи, в Мозырском повете Минского воеводства Великого княжества Литовского.
После 2-го раздела Речи Посполитой (1793 год) в составе Российской империи. В 1795 году рядом находилась часовня. В 1850 году владение Еленских. Дворянин Наркуский в 1874 году владел здесь 1508 десятинами земли и водяной мельницей. Большой земельный участок имели в 1880-е годы помещики Крюковские. В 1879 году обозначена как село в Скрыгаловском церковном приходе. Согласно переписи 1897 года действовали в деревне хлебозапасный магазин и в усадьбе водяная мельница. В 1908 году в Слобода-Скрыгаловской волости Мозырского уезда Минской губернии. В 1917 году в Слободской волости, действовала школа, которая размещалась в наёмном крестьянском доме.
В 1930 году организованы колхозы «Октябрьская Беларусь» и имени С. М. Будённого, работала кузница. В начальной школе в 1935 году было 180 учеников. Во время Великой Отечественной войны в июне 1943 года оккупанты полностью сожгли деревню и убили 19 жителей. 36 жителей погибли на фронте. Согласно переписи 1959 года в составе колхоза имени М. В. Фрунзе (центр — деревня Большие Зимовищи). Работают клуб, библиотека.

## Население

### Численность
- 2004 год — 131 хозяйство, 339 жителей.

### Динамика
- 1795 год — 22 двора, 102 жителя.
- 1834 год — 29 дворов.
- 1850 год — 36 дворов.
- 1869 год — 199 жителей.
- 1897 год — 67 дворов, 413 жителей; в усадьбе 2 двора, 11 жителей (согласно переписи).
- 1908 год — 446 жителей.
- 1917 год — 552 жителя.
- 1925 год — 109 дворов.
- 1940 год — 126 дворов.
- 1959 год — 586 жителей (согласно переписи).
- 2004 год — 131 хозяйство, 339 жителей.